# Vicki Vivacious
Vicki Vivacious, eller Aaron Johns utanför drag, född 24 juni 1986,   är en brittisk dragqueen som tävlade i RuPaul's Drag Race UK säsong 5.

## Uppväxt
Johns föddes på Royal Cornwall Hospital i Truro och växte upp i Redruth, där han gick på Redruth School . 

## Karriär
Vicki Vivacious är dragqueen med bakgrund inom musikalteater,  och medlem i Fabulettes! i London Lives Drag Queens of London.  Hon var också medlem i dragqueen-gruppen The Supreme Fabulettes. 

Hon tävlade RuPaul's Drag Race UK (säsong 5), som den första tävlande från Cornwall.   Vicki Vivacious deltog i seriens första läppsynk, mot Cara Melle .  Hon var också medlem i Fierce Force Five i tjejgruppsutmaningen, med Cara Melle, DeDeLicious, Michael Marouli och Tomara Thomas .  Vicki Vivacious imiterade Fanny Cradock i Snatch Game- utmaningen, vilket ledde till att hon hamnade bland de två sämsta och blev utslagen. 
Vicki Vivacious har också provspelat för Britain's Got Talent . 

## Diskografi

### Med The Supreme Fabulettes
| Titel                                  | År | Album             |
| -------------------------------------- | --- | ----------------- |
| A Drag Queen is a Cowboy's Best Friend | 2014 | singel utan album |
| You ruined my Xmas                     | style="background: #ececec; color: grey; vertical-align: middle; text-align: center; " title="Ingen uppgift" class="table-na" \| non-album single |                   |

### Utvalda singlar
| Titel | År | Album                                         |
| --- | --- | --------------------------------------------- |
| "Don't Ick My Yum (Fierce Force Five-versionen)" (RuPaul med Tomara Thomas, Cara Melle, Michael Marouli och DeDeLicious ) | style="background: #ececec; color: grey; vertical-align: middle; text-align: center; " title="Ingen uppgift" class="table-na" \| non-album single |                                               |
| "Pant-Oh She Better Don't: The Rusical"                                                                                   | 2023 | Pant-Oh She Better Don't: Det Rusical Albumet |

## Filmografi

### Tv
| År   | Titel                | Roll  | Anteckningar | Ref    |
| ---- | -------------------- | ----- | ------------ | ------ |
| 2023 | RuPauls Drag Race UK | Själv | Tävlande     | [ 14 ] |

- Bring Back My Girls